# Weary River
Weary River ist ein US-amerikanisches Filmdrama aus dem Jahr 1929. Das Drehbuch basiert auf einer Erzählung von Courtney Riley Cooper.

## Handlung
Der Schmuggler Jerry Larrabee wird  von einem Konkurrenten an die Polizei verraten und muss ins Gefängnis. Die Wärter sind freundlich und lassen zu, dass Jerry sich der Musik zuwendet. Er formt eine Gefängnisband, deren Musik sogar über das Radio Verbreitung findet. Die Zuhörer sind sehr berührt von den gefühlvollen Liedern, die Jerry singt. Sein Erfolg bringt mit sich, dass er früher aus der Haft entlassen wird.
Jerry versucht am Vaudeville-Theater Fuß zu fassen, doch er scheitert. Er verschafft sich verschiedene Jobs, immer auf der Flucht vor seiner eigenen Vergangenheit. Doch letztlich wendet er sich wieder an seine alte Bande und trifft wieder auf seine frühere Freundin Alice. Der Gefängniswärter bemüht sich, Jerry wieder auf den rechten Weg zurückzubringen, dabei wird ihm von Alice geholfen. Jerry schafft es, wird ein Star des Radios und heiratet Alice.

## Kritik
Mordaunt Hall von der New York Times bezeichnete den Film als banale Gefängnisgeschichte. Zwar singe Richard Barthelmess recht gut, doch um das Fehlen von Fantasie und Spannung in diesem Film zu kompensieren, brauche es einen besseren Sänger und einen besseren Song.

## Auszeichnungen
Bei der zweiten Oscarverleihung 1930 wurde Frank Lloyd für den Oscar in der Kategorie beste Regie nominiert.

## Hintergrund
Die Uraufführung fand am 10. Februar 1929 statt.
In einer kleinen Nebenrolle ist Randolph Scott in einer seiner ersten Filmrollen zu sehen.
Richard Barthelmess sang in dem Film drei Lieder. Allerdings war nicht seine Stimme zu hören, sondern die Stimme von Johnny Murray. Die Songs Weary River und It's Up to You wurden von Louis Silvers (Melodie) und Grant Clark (Text) komponiert.
Die Filmfigur des Jerry Larrabee ist an den Pianisten Harry Snodgrass angelehnt, der in einem Gefängnis in Missouri Klavierspielen lernte und seine Musik über das Radio verbreitete.